# Siegfried Mundlos
Siegfried Mundlos (Oschersleben, 3 de diciembre de 1946) es un matemático e ingeniero informático alemán. Más conocido por ser el padre del terrorista neonazi, Uwe Mundlos.

## Vida
Nació en Oschersleben (actual Sajonia-Anhalt) en 1946. Estudió matemáticas en la Universidad Friedrich Schiller de Jena. Recibió su Doctorado por una tesis sobre espacios de funciones, por la teoría de Interpolación y la ecuaciones elípticas en derivadas parciales.
En los años noventa fue profesor de informática en la Universidad de Ciencias Aplicadas de Jena (Ernst-Abbe-Fachhochschule Jena).
Llegó a ser conocido en relación con su comparición ante el tribunal en el proceso judicial por los Asesinatos neonazis en Alemania de 2000-2007 cometidos por la Clandestinidad Nacionalsocialista (CNS) de la que su hijo era parte. Sus palabras fueron duramente criticadas por la prensa.

## Obras
- Periodische Funktionenräume, Interpolationstheorie und elliptische Differentialoperatoren, 1978
- Vortrag auf dem Anwenderseminar zur multivariaten Faktoranalyse, 1987
- Untersuchungen zur Glättungseigenschaft der Hauptkomponentenanalyse, 1987